# Ora (album)
Singles
1. How We Do (Party)
Sortie : 20 mars 2012
2. R.I.P.
Sortie : 6 mai 2012
3. Shine Ya Light
Sortie : 18 novembre 2012
4. Radioactive
Sortie : décembre 2012

Ora est le premier album studio de Rita Ora, sorti le 27 août 2012 au Royaume-Uni. L'album a été enregistré entre 2010 et 2012. Ora a fait appel à de nombreux producteurs tel que Drake, Kanye West, The-Dream, will.i.am ou encore Stargate. L'album a reçu une critique de 3 sur 5 par Digital Spy.

## Liste des titres
| 1.    | Facemelt                                    | David Taylor, Harley Wertheimer, James Fauntleroy | Major Lazer                    | 1:33 |
| 2.    | Roc the Life                                | Rita Ora, Terius Nash | The-Dream                      | 4:01 |
| 3.    | How We Do (Party)                           | Andrew Harr, Jermaine Jackson, Andre Davidson, Sean Davidson, Bonnie McKee, Kelly Sheehan, Hal Davis, Berry Gordy Jr., Osten Harvey Jr., Willie Hutch, Christopher Wallace, Bob West | The Runners, The Monarch       | 4:07 |
| 4.    | R.I.P. (featuring Tinie Tempah)             | Drake, Farhad Samadzada, Mikkel S. Eriksen, Tor Erik Hermansen, Nneka Egbuna, Renee Wisdom, Saul Milton, William Kennard, Patrick Okogwu                                             | Stargate, Chase & Status       | 3:48 |
| 5.    | Radioactive                                 | Sia Furler, Greg Kurstin | Kurstin                        | 4:11 |
| 6.    | Shine Ya Light                              | Chris Loco, Fraser T. Smith, Laura Pergolizzi | Smith, Chris Loco              | 3:30 |
| 7.    | Love and War (featuring J. Cole)            | Ester Dean, J. Cole, Eriksen, Hermansen | Stargate                       | 3:35 |
| 8.    | Uneasy                                      | Ora, Makeba Riddick, Katie White, Jules De Martino | De Martino                     | 3:02 |
| 9.    | Fall in Love (featuring will.i.am)          | William Adams, Alexis Latrobe | will.i.am                      | 4:13 |
| 10.   | Been Lying                                  | Ora, Brandon Linney, Michael Linney, Rachel Rabin, Edwin Serrano | Michael Linney, Brandon Linney | 3:44 |
| 11.   | Hello, Hi, Goodbye                          | David Taylor, Ariel Rechtshaid, Nash, Thomas Pentz | The-Dream, Diplo               | 3:58 |
| 12.   | Hot Right Now (DJ Fresh featuring Rita Ora) | Daniel Stein, The Invisible Men | Daniel Stein, Wez Clarke       | 3:02 |
| 42:48 |                                             | |                                |      |

| Édition deluxe | Édition deluxe             | Édition deluxe                                              | Édition deluxe   | Édition deluxe | Édition deluxe | Édition deluxe | Édition deluxe | Édition deluxe | Édition deluxe |
| No             | Titre                      | Auteur                                                      | Producteur(s)    | Durée          |                |                |                |                |                |
| -------------- | -------------------------- | ----------------------------------------------------------- | ---------------- | -------------- | -------------- | -------------- | -------------- | -------------- | -------------- |
| 13.            | Crazy Girl                 | David Taylor, Nash, Pentz                                   | Diplo            | 3:35           |                |                |                |                |                |
| 14.            | Young, Single & Sexy       | Makeba Riddick, Mikkel Storleer Eriksen, Tor Erik Hermansen | Stargate         | 3:45           |                |                |                |                |                |
| 15.            | Meet Ya                    | Ben Harrison, Brian Kennedy, James Fauntleroy               | James Fauntleroy | 2:17           |                |                |                |                |                |
| 16.            | ORA Track-by-Track (vidéo) | Rita Ora                                                    |                  | 16:25          |                |                |                |                |                |
| 52:26          |                            |                                                             |                  |                |                |                |                |                |                |